# Тавера
Тавера (фр. Tavera, корс. Tavera) — коммуна во Франции, находится в регионе Корсика. Департамент коммуны — Южная Корсика. Входит в состав кантона Челаво-Меццана. Округ коммуны — Аяччо.
Код INSEE коммуны — 2A324.

## Население
Население коммуны на 2008 год составляло 389 человек.
| 1962 | 1968 | 1975 | 1982 | 1990 | 1999 | 2008 |
| ---- | ---- | ---- | ---- | ---- | ---- | ---- |
| 288  | 278  | 267  | 250  | 249  | 336  | 389  |

## Экономика
В 2007 году среди 232 лиц в трудоспособном возрасте (15—64 лет) 157 были экономически активными, 75 — неактивными (показатель активности — 67,7 %, в 1999 году было 55,5 %). Из 157 активных работали 141 человек (84 мужчины и 57 женщин), безработных было 16 (5 мужчин и 11 женщин). Среди 75 неактивных 10 человек были учениками или студентами, 36 — пенсионерами, 29 были неактивными по другим причинам.
В 2008 году в коммуне насчитывалось 166 облагаемых налогом домохозяйств, в которых проживали 329 человек, медиана доходов составляла 15 489 евро на одного потребителя.